# ماتئوس آساطریان
ماتئوس گوری آساطریان (ارمنی: Մաթևոս Գոռի Ասատրյան؛ ۲ دسامبر ۱۹۸۵ – ۶ نوامبر ۲۰۲۳) حقوق‌دان و سیاستمدار اهلِ ارمنستان بود که از ۲۰۱۹ تا ۲۰۲۳ میلادی عضوِ دوره‌های هفتم و هشتمِ مجلس ملی جمهوری ارمنستان بود.

## زندگی
در ۲ دسامبرِ ۱۹۸۵ در کوچاک به دنیا آمد و از دانشگاه شمالی ایروان فارغ‌التحصیل شد.  وی در روز دوشنبه ۶ نوامبر ۲۰۲۳ در سن ۳۷ سالگی درگذشت.

## یادداشت
1. ↑  Երևանի Հյուսիսային համալսարան